# Strofa
Strofa (česky sloka) je dílčí útvar ve výstavbě básně. Je složena z několika po sobě následujících veršů (výjimečně může být strofa jednoveršová) a představuje obvykle myšlenkový a rytmický celek. Pravidelné strofy o stejném počtu veršů a se shodným uspořádáním rýmů podporují vznik metrického impulsu. Některé typy strof se ustálily a mají normovanou podobu.
- distichon – dvojverší (první a druhý verš se vzájemně doplňují, rozvíjí, nebo popírají), viz elegické distichon a hrdinské dvojverší.
- tercina – tříveršová strofa, v níž se rýmuje 1. a 3. verš, střední je spojen rýmem s lichými verši následujícího tříverší
- ritornel – lyrické trojverší
- stance – strofa složená z šesti veršů se střídavými rýmy a dvou veršů s rýmy sdruženými
- decima – desetiveršová strofa se čtyřmi různě umístěnými rýmy